# Кунмадараш
Кунмадараш (мађ. Kunmadaras) је насеље у Мађарској. Кунмадараш је веће насеље у оквиру жупаније Јас-Нађкун-Солнок. Са површином од 15.355 хектара, највећа је општина у Мађарској са административним подручјем, а 14 од 22 жупанијска града се налази у мањим подручјима.

## Географија

### Локација
Налази се у централном делу Нађкуншага, 160 километара друмом и 180 километара железницом југоисточно од Будимпеште. Значајно подручје од око 47 квадратних километара његове источне периферије припада Националном парку Хортобађ и самим тим потпада под заштиту природе.
Насеља која се директно граниче су: Тисаерш са севера, Нађиван са североистока, Надудвар са истока, Карцаг и Берекфирде са југоистока, Кунхеђеш са југозапада, Томајмоноштора са запада и Тисасентире са северозапада. У једном тренутку његова југозападна граница чак додирује границу Абадсалока, иако је релативно далеко од овог насеља.

## Историја
Пре мађарских освајања ових простора, Скити, Сармати, Јазиги, Хуни, Авари, Бугари па чак и римски плаћеници током Римског царства су долазили у регион и насељавали га дуже или краће.
У време освајања око Кунмадараша су номадски живот водила племена Кабар, која су у земљу дошла крајем 9. века заједно са напредујућим Мађарима и населила се у областима северно од Кунмадараса под вођством вође Хохата (према други извори, Охат). Назив центра њиховог смештаја и данас означава Охат-пуста. Бавили су се узгојем животиња и риболовом.
Током Првог и Другог светског рата стзрадало је много мадарашких становника. Први светски рат однео је 276 живота из Кунмадараша (њихова имена су овековечена у споменику подигнутом 1923. испред општинске куће). Број погинулих у Другом светском рату такође је преко стотину, ако томе додамо и 95 страдалих депортованих мађарских Јевреја, број жртава прелази две стотине.
Немачка војска је 1944. године изградила аеродром на граници села, који је на крају рата преузела совјетска војска. Нова писта за аеродром Кунмадара изграђена је 1951. године према захтевима мађарског ратног ваздухопловства. Совјетске трупе су биле стациониране на аеродрому између 1956. и 1991. године. Према књизи Кароља Вандора „Заједнички пролаз ваздухопловства“, то је била једна од војних инсталација у којима је складиштено нуклеарно оружје током Хладног рата.

## Становништво
Становништво Кунмадараша је било 6.134 1990. године, 5.989 2001. године, 5.722 2011. и 5.306 2018. године.
У 2011. години, становништво испод 14 година било је 1.136, 1.833 између 15 и 39 година, 1.456 између 40 и 59, 570 између 60 и 69 година и 458 од 70 година.
Године 2001. 95% становништва насеља се изјаснило као Мађари, 5% Роми.
У 2011. години 4.741 особа се изјаснила као Мађар, 1.076 особа изјаснило се као Роми, а 11 особа се изјаснило да су немачке националности.
У 2011. години верска дистрибуција је била следећа: римокатолици 9,9%, реформатори 32%, гркокатолици 0,2%, неденоминациони 32,6% (23,4% се није изјаснило).